# Trichotanypus christmasus
Trichotanypus christmasus är en tvåvingeart som beskrevs av Makarchenko 1983. Trichotanypus christmasus ingår i släktet Trichotanypus och familjen fjädermyggor. Inga underarter finns listade i Catalogue of Life.